# Warren Zevon
Warren William Zevon, född 24 januari 1947 i Chicago, Illinois, död 7 september 2003 i Los Angeles, Kalifornien, var en amerikansk rockmusiker.
Zevons far, med efternamn Zivotovsky, kom från Ryssland, och hans mor var amerikanska. Han var oerhört talangfull och intelligent som barn, och ska ha fått det högsta resultatet som någonsin gjorts i Fresno, Kalifornien i ett IQ-test. Han lyckades trots detta inte särskilt bra i skolan, mest på grund av att hans familj flyttade runt mycket.
Han arbetade i övre tonåren på musikbolaget White Whale där han skrev låtar åt exempelvis The Turtles. 1967 fick Zevon kontrakt med Imperial Records och släppte sitt debutalbum 1969. Men försäljningsframgångarna uteblev och det dröjde fram till 1976 innan han släppte sitt andra album. Sitt breda genombrott i USA fick han med tredje albumet Excitable Boy som innehöll hitsingeln "Werewolves of London". 1987 fick han en stor hit med en låt om boxaren Ray Mancini. Han turnerade med Everly Brothers och arbetade med namn som R.E.M., Bob Dylan, Neil Young och Don Henley.
Den 12 september 2002 meddelande han att han drabbats av malignt mesoteliom, en obotlig typ av lungcancer. Efter diagnosen började Zevon arbeta med ett sista album, The Wind. Den 7 september 2003, en dryg vecka efter skivsläppet, avled Warren Zevon. Han levde tillräckligt länge för att se sina barnbarn födas.
Zevon tilldelades två postuma Grammy Awards, för The Wind (Best Contemporary Folk Album) och låten "Disorder in the House", en duett med Bruce Springsteen (Best Rock Performance By a Duo or Group With Vocal).

## Diskografi
- 1969 – Wanted Dead or Alive
- 1976 – Warren Zevon
- 1978 – Excitable Boy
- 1980 – Bad Luck Streak in Dancing School
- 1980 – Stand in the Fire
- 1982 – The Envoy
- 1987 – Sentimental Hygiene
- 1989 – Transverse City
- 1991 – Mr. Bad Example
- 1993 – Learning to Flinch
- 1995 – Mutineer
- 2000 – Life'll Kill Ya
- 2002 – My Ride's Here
- 2003 – The Wind